# Селото
„Селото“ (на английски: The Village) е американски трилър от 2004 година на режисьора М. Найт Шаямалан.

## Актьорски състав
| Актьор             | Роля                                                                         |
| ------------------ | ---------------------------------------------------------------------------- |
| Брайс Далас Хауърд | Айви Елизабет Уокър – сляпо момиче, дъщеря на главата на селото Едуард Уокър |
| Хоакин Финикс      | Лусиъс Хънт – годеник на Айви                                                |
| Ейдриън Броуди     | Ноа Пърси – малоумен жител на селото                                         |
| Уилям Хърт         | Едуард Уокър – селски глава                                                  |
| Сигорни Уийвър     | Алис Хънт – майка на Лусиъс Хънт                                             |
| Брендан Глийсън    | Август Никълсън                                                              |
| Чери Джоунс        | г-жа Клак                                                                    |
| Силия Уестън       | Вивиан Пърси – майка на Ноа Пърси                                            |
| Франк Колисън      | Виктор                                                                       |
| Джейн Аткинсън     | Табита Уокър                                                                 |
| Джуди Гриър        | Кити Уокър                                                                   |
| Фран Кранц         | Кристъп Крейн                                                                |
| Лиз Стаубер        | Беатрис                                                                      |
| Майкъл Пит         | Финтън Коин                                                                  |
| Джеси Айзенбърг    | Джеймисън                                                                    |
| М. Найт Шаямалан   | пазач                                                                        |